# Uailaha
Uailaha (Uai-Laha, Wailaha) ist ein osttimoresischer Ort und Suco im Verwaltungsamt Venilale (Gemeinde Baucau).

## Geographie
Der Suco Uailaha liegt im Süden des Verwaltungsamts Venilale. Westlich liegt der Suco Fatulia, nördlich der Suco Uatu Haco, östlich der Suco Bado-Ho’o und südöstlich der Suco Uai Oli. Im Südwesten grenzt Uailaha an das zur Gemeinde Viqueque gehörende Verwaltungsamt Ossu mit seinem Suco Builale. Der Südgrenze folgt auf weiter Strecke der Fluss Buihiu, der zum Flusssystem des Seiçals gehört. Vor der Gebietsreform 2015 hatte Uailaha eine Fläche von 12,88 km². Nun sind es 11,99 km².
Die Überlandstraße zwischen den Orten Venilale und Ossu folgt der Grenze zwischen den Sucos Fatulia und Uailaha. Die Ortschaften des Sucos liegen im Norden des Sucos. Im Osten ist das der Ort Baru und im nördlichen Zentrum Caihurulale (Kaiburulale) und Uailaha. Alle drei gehören zum Siedlungszentrum Venilale. Im Nordosten befinden sich die Dörfer Caubai (Kaubai, Kuabai) und Luha Oli (Luaholi). Im Ort Uailaha befindet sich die präsekundäre Schule des Sucos, die Escola PreSecundaria Uailaha.
Im Suco befinden sich die vier Aldeias Caihurulale de Baixo, Caihurulale de Cima, Caubai und Luha Oli.

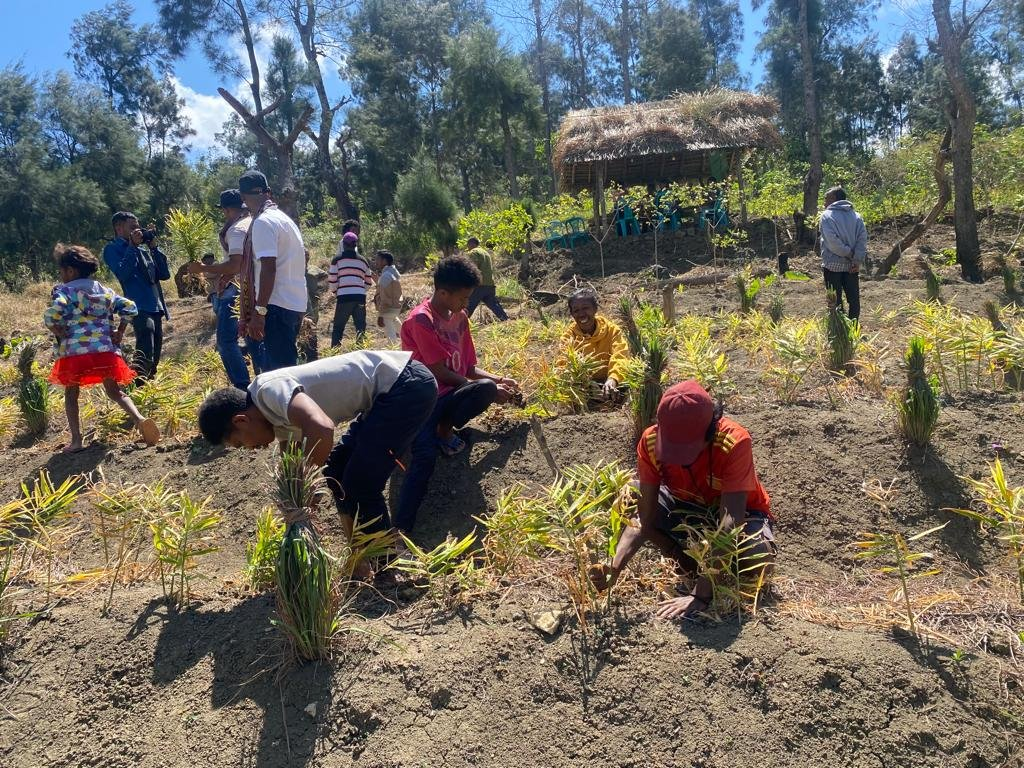
Felder in Uailaha
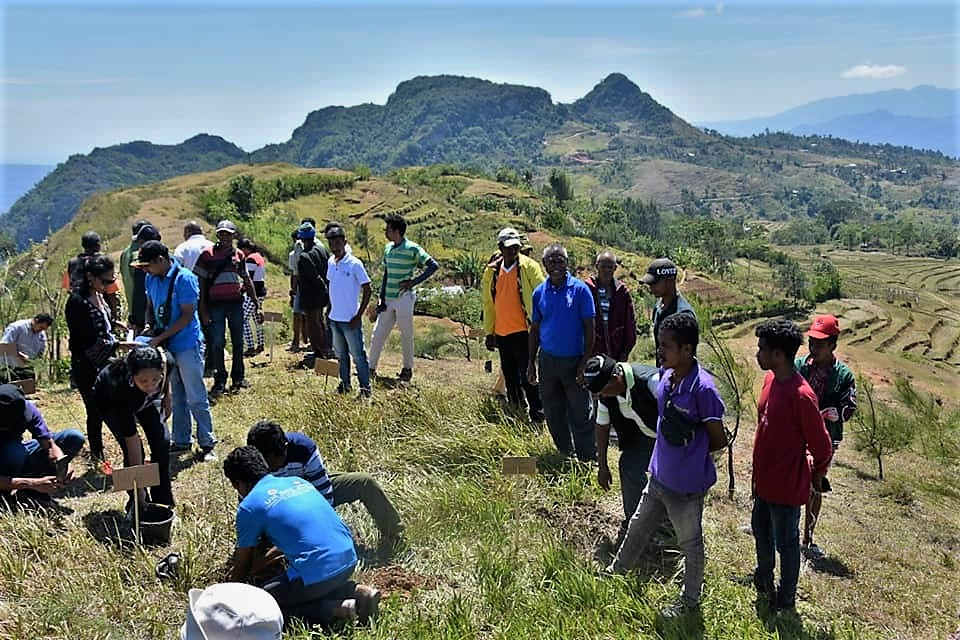
Auf dem Berg Caicoli
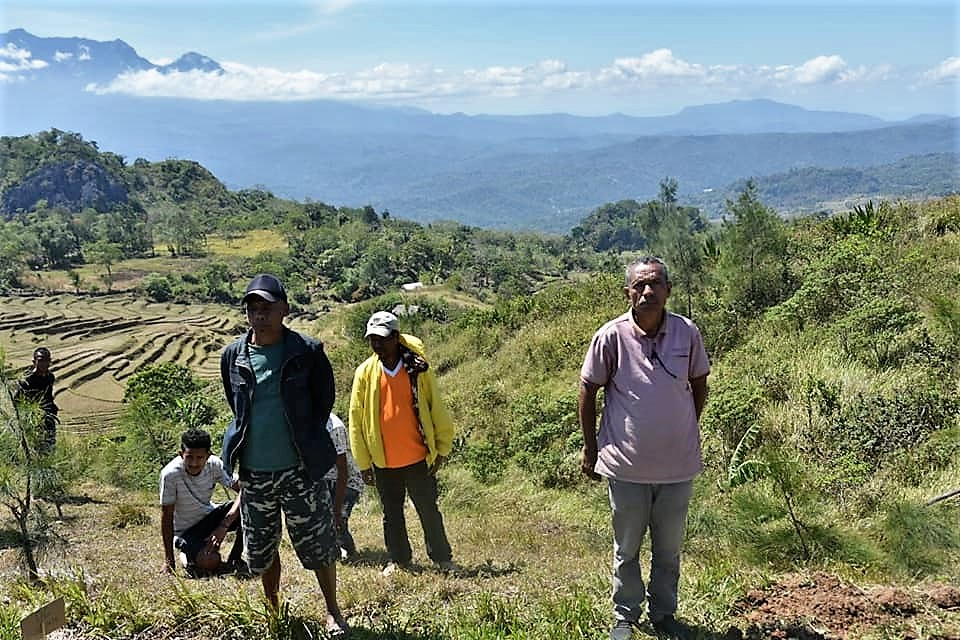
Auf dem Berg Caicoli
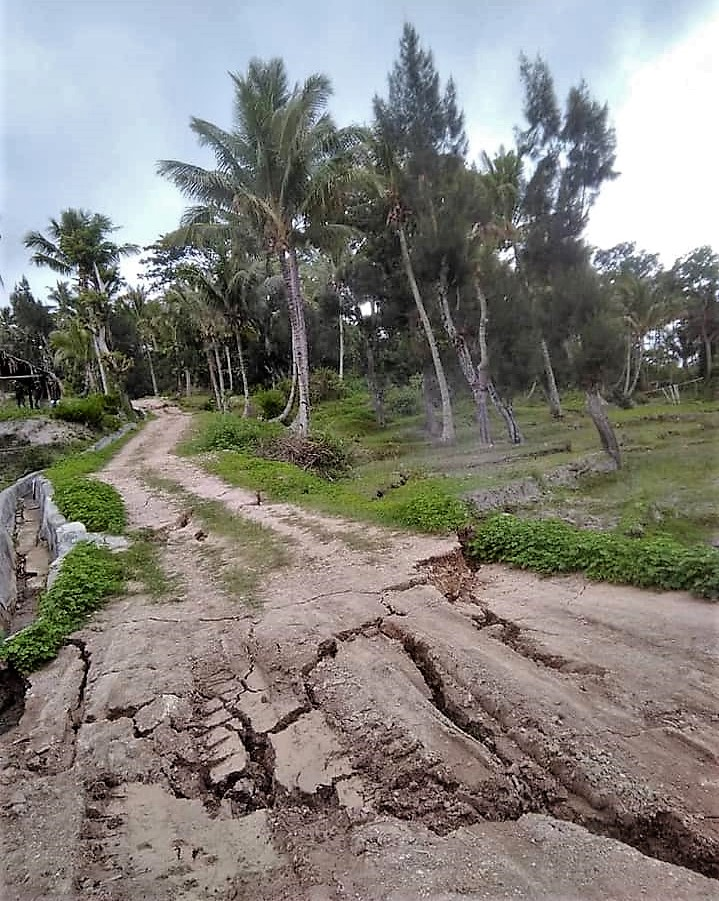
Aldeia Caubai

## Einwohner
In Uailaha leben 2.606 Einwohner (2022), davon sind 1.256 Männer und 1.350 Frauen. Im Suco gibt es 470 Haushalte. Etwa 55 % der Einwohner geben Kairui als ihre Muttersprache an, mehr als 10 % Midiki. Beide gehören zu den Kawaimina-Sprachen. Außerdem sprechen über 20 % Makasae, über 10 % Tetum Prasa und eine kleine Minderheit Idalaka.

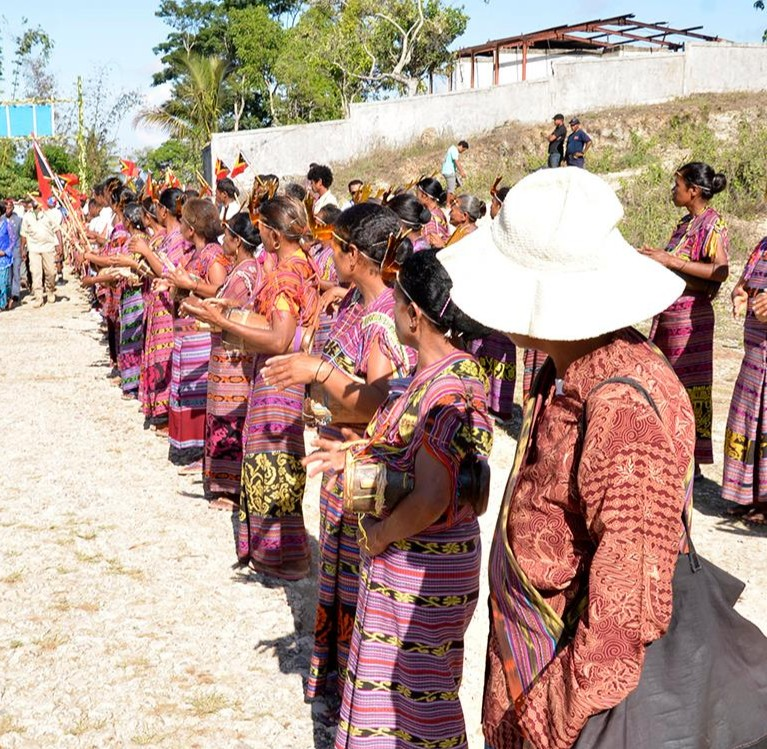
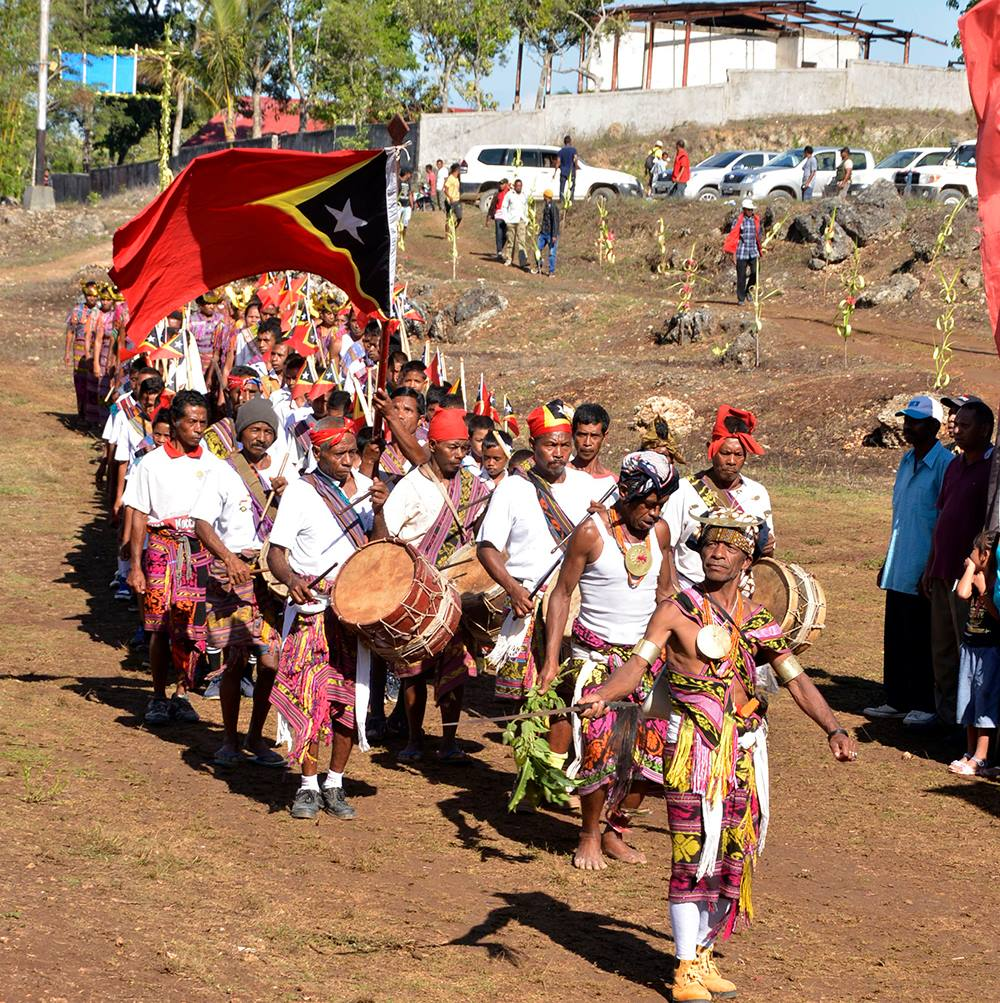
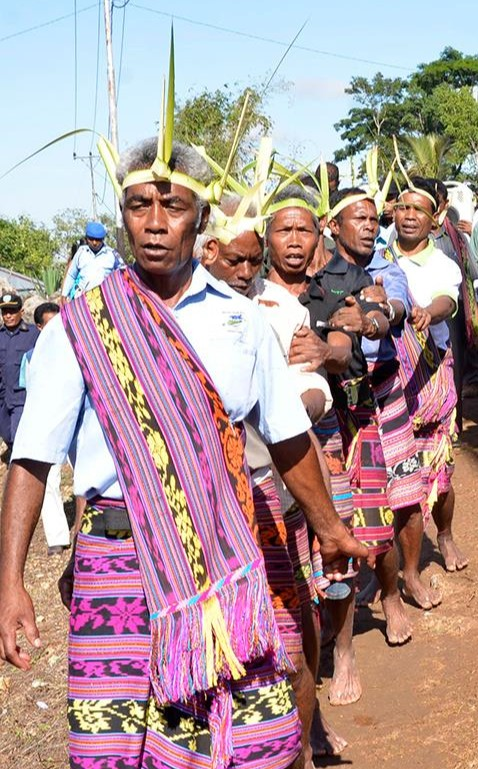
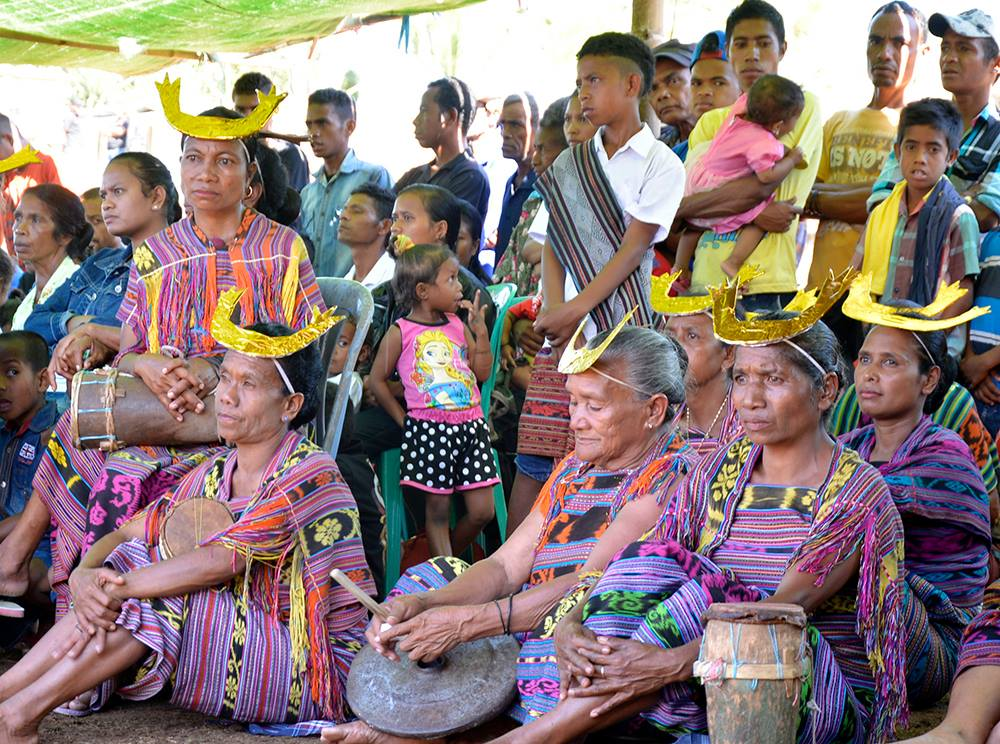
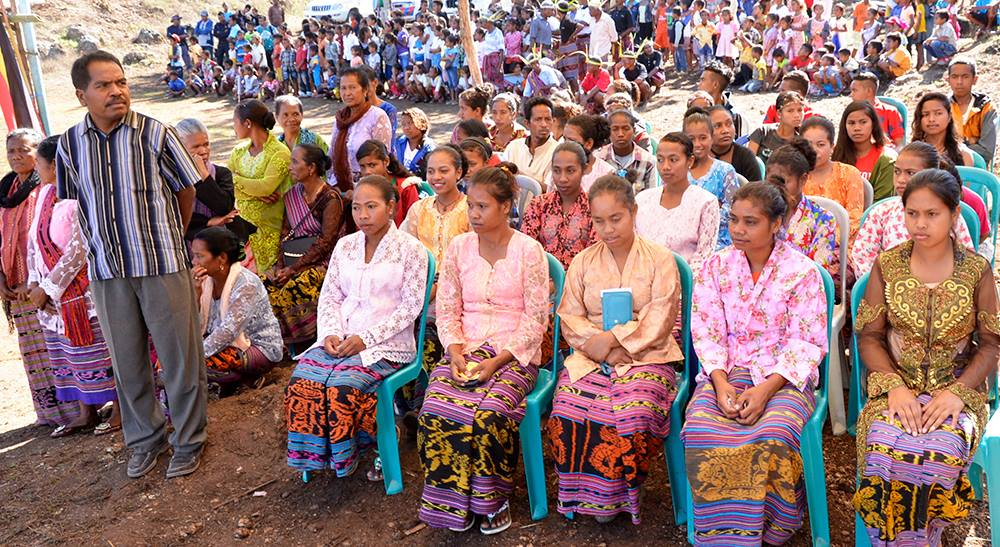

## Geschichte

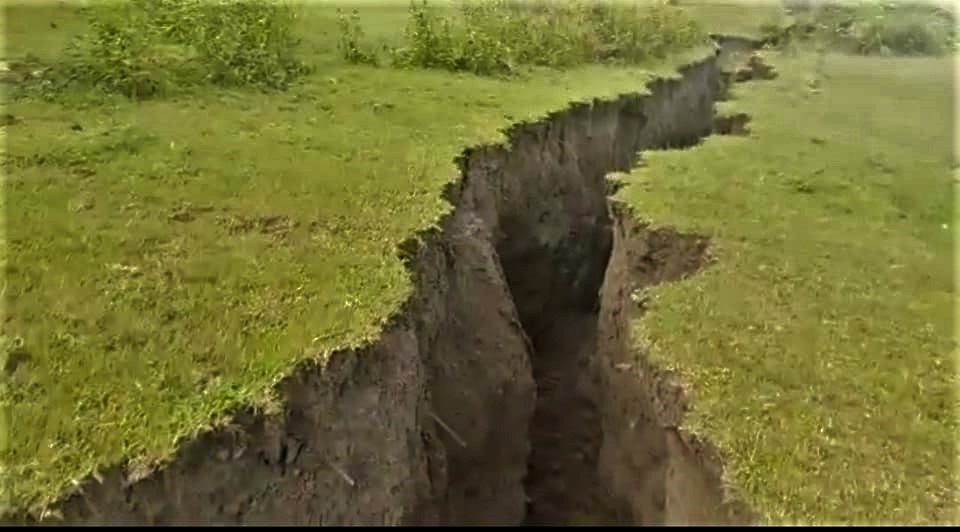
Die 2021 entstandene Erdspalte in der Aldeia Caubai

Bei einem Erdbeben am 30. Dezember 2021, das sein Epizentrum etwa 175 Kilometer entfernt bei der Insel Maopora hatte, entstand in Reisfeldern in der Aldeia Caubai eine mehr als zehn Kilometer lange Erdspalte. Sieben Familien mussten aufgrund von Schäden an ihren Wohnhäusern zeitweise woanders untergebracht werden.

## Politik

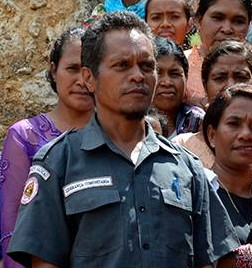
Diamantino E. Guterres (2016)

Bei den Wahlen von 2004/2005 wurde Diamantino E. Guterres zum Chefe de Suco gewählt und 2009 in seinem Amt bestätigt. Bei den Wahlen 2016 gewann Rafael Guterres und wurde 2023 wiedergewählt.
2023 wurden als Chefe de Aldeias gewählt: Leoncio A. Guterres (Caihurulale de Baixo), João Napoleão de Oliveira (Caihurulale de Cima), Olandia de Jesus (Caubai) und Ernesto Duarte da Costa (Luha Oli).